# A-367
La carretera A-367 es una carretera autonómica andaluza de la provincia de Málaga, que conecta a la ciudad de Ronda con la carretera A-357.
Tiene su punto de origen en la Avda de Málaga de Ronda, donde se une esta carretera con las autonómicas A-374, A-397 y A-366. Continúa hacia el nordeste hacia Cuevas del Becerro, más adelante tiene enlaces con las carreteras provinciales MA-6401 y MA-5404, que la comunican con Cañete la Real y Teba respectivamente. Finaliza en un enlace con la A-357 (Campillos-Málaga), a la altura de Ardales. El recorrido se puede continuar hacia Málaga por esta carretera.
La A-367 está en conversión a autovía, junto a la A-357, en el eje Málaga-Ronda-Campillos. Se ha adjudicado la redacción del proyecto de desdoble de 4km desde el inicio de la vía hasta la urbanización "Los Pinos".